# Teoria de camps conformals
Una teoria de camps conformals (CFT) és una teoria quàntica de camps que és invariant sota transformacions conformals. En dues dimensions, hi ha una àlgebra de dimensions infinites de transformacions conformals locals, i les teories de camps conformals de vegades es poden resoldre o classificar exactament.
La teoria de camps conformals té aplicacions importants a la física de la matèria condensada, la mecànica estadística, la mecànica estadística quàntica i la teoria de cordes. De fet, els sistemes estadístics i de matèria condensada són sovint invariants en els seus punts crítics termodinàmics o quàntics.

## Invariància d'escala vs invariància conforme
En la teoria quàntica de camps, la invariància d'escala és una simetria comuna i natural, perquè qualsevol punt fix del grup de renormalització és per definició invariant d'escala. La simetria conformal és més forta que la invariància d'escala, i cal supòsits addicionals per argumentar que hauria d'aparèixer a la natura. La idea bàsica darrere de la seva plausibilitat és que les teories invariants a escala local tenen els seus corrents donats per {\displaystyle T_{\mu \nu }\xi ^{\nu }} on {\displaystyle \xi ^{\nu }} és un vector Killing i {\displaystyle T_{\mu \nu }} és exactament un operador conservat (el tensor de tensió) de dimensió {\displaystyle d}. Perquè les simetries associades incloguin transformacions d'escala però no conformals, la traça {\displaystyle T_{\mu }^{\mu }} ha de ser una derivada total diferent de zero que implica que hi ha exactament un operador de dimensió no conservat {\displaystyle d-1}.
Sota alguns supòsits, és possible descartar completament aquest tipus de no renormalització i, per tant, demostrar que la invariància d'escala implica una invariància conforme en una teoria quàntica de camps, per exemple en les teories de camp conformals compactes unitàries en dues dimensions.
Tot i que és possible que una teoria quàntica de camps sigui invariant d'escala però no conforme a la conformitat, els exemples són rars. Per aquest motiu, els termes s'utilitzen sovint de manera intercanviable en el context de la teoria quàntica de camps.
El desenvolupament de la teoria de camps conformals ha estat anterior i més profund en el cas bidimensional, en particular després de l'article de 1983 de Belavin, Polyakov i Zamolodchikov. El terme teoria de camps conformals s'ha utilitzat de vegades amb el significat de teoria de camps conformals bidimensionals, com en el títol d'un llibre de text de 1997. Les teories de camp conformals de dimensions superiors s'han fet més populars amb la correspondència AdS/CFT a finals dels anys noranta i el desenvolupament de tècniques d'arrencada conformal numèrica als anys 2000.

### Simetria conformal global vs local en dues dimensions
El grup conformal global de l'esfera de Riemann és el grup de transformacions de Möbius {\displaystyle PSL_{2}(\mathbb {C} )}, que és de dimensions finites. D'altra banda, les transformacions conformals infinitesimals formen l'àlgebra de Witt de dimensions infinites: les equacions de Killing conformals en dues dimensions, {\displaystyle \partial _{\mu }\xi _{\nu }+\partial _{\nu }\xi _{\mu }=\partial \cdot \xi \eta _{\mu \nu },~} reduir només a les equacions de Cauchy-Riemann, {\displaystyle \partial _{\bar {z}}\xi (z)=0=\partial _{z}\xi ({\bar {z}})}, la infinitat de modes de transformacions de coordenades analítiques arbitràries {\displaystyle \xi (z)} produeixen la infinitat de camps vectorials Killing {\displaystyle z^{n}\partial _{z}}.

### Teories de camps conformals amb àlgebra de simetria de Virasoro
En una teoria quàntica bidimensional invariant conforme, l'àlgebra de Witt de transformacions conformals infinitesimals s'ha d'estendre centralment. L'àlgebra de simetria quàntica és, per tant, l'àlgebra de Virasoro, que depèn d'un nombre anomenat càrrega central. Aquesta extensió central també es pot entendre en termes d'una anomalia conformal.

## Simetria conformal

### Definició i jacobà
Per a un espai-temps i mètrica determinats, una transformació conforme és una transformació que conserva els angles. Ens centrarem en les transformacions conformals del pla {\displaystyle d} -espai euclidià dimensional {\displaystyle \mathbb {R} ^{d}} o de l'espai de Minkowski {\displaystyle \mathbb {R} ^{1,d-1}}.
Si {\displaystyle x\to f(x)} és una transformació conforme, la jacobia {\displaystyle J_{\nu }^{\mu }(x)={\frac {\partial f^{\mu }(x)}{\partial x^{\nu }}}} és de la forma
{\displaystyle J_{\nu }^{\mu }(x)=\Omega (x)R_{\nu }^{\mu }(x),}
on {\displaystyle \Omega (x)} és el factor d'escala, i {\displaystyle R_{\nu }^{\mu }(x)} és una rotació (és a dir, una matriu ortogonal) o transformació de Lorentz.

### Grup conformal
El grup conformal és localment isomorf a {\displaystyle SO(1,d+1)} (Euclidià) o {\displaystyle SO(2,d)} (Minkowski). Això inclou translacions, rotacions (euclidianes) o transformacions de Lorentz (Minkowski) i dilatacions, és a dir, transformacions d'escala.
{\displaystyle x^{\mu }\to \lambda x^{\mu }.}
Això també inclou transformacions conformals especials. Per a qualsevol traducció {\displaystyle T_{a}(x)=x+a}, hi ha una transformació conformal especial
{\displaystyle S_{a}=I\circ T_{a}\circ I,}
on {\displaystyle I} és la inversió tal que
{\displaystyle I\left(x^{\mu }\right)={\frac {x^{\mu }}{x^{2}}}.}
En l'esfera {\displaystyle S^{d}=\mathbb {R} ^{d}\cup \{\infty \}}, els intercanvis d'inversió {\displaystyle 0} amb {\displaystyle \infty }. Les traduccions surten {\displaystyle \infty } fixa, mentre que les transformacions conformals especials surten {\displaystyle 0} fixat.

### Àlgebra conformal
Les relacions de commutació de l'àlgebra de Lie corresponent són
{\displaystyle {\begin{aligned}[][P_{\mu },P_{\nu }]&=0,\\[][D,K_{\mu }]&=-K_{\mu },\\[][D,P_{\mu }]&=P_{\mu },\\[][K_{\mu },K_{\nu }]&=0,\\[][K_{\mu },P_{\nu }]&=\eta _{\mu \nu }D-iM_{\mu \nu },\end{aligned}}}
on {\displaystyle P} generar traduccions, {\displaystyle D} genera dilatacions, {\displaystyle K_{\mu }} generar transformacions conformals especials, i {\displaystyle M_{\mu \nu }} genera rotacions o transformacions de Lorentz. El tensor {\displaystyle \eta _{\mu \nu }} és la mètrica plana.